# Ernst Weise (Geologe)
Carl Ernst Weise (* 3. März 1843 in Schönbrunn; † 19. März 1941 in Plauen) war ein deutscher Lehrer und Geologe.

## Leben
Über den Geburtsort von Weise gab es längere Zeit Unklarheiten, die erst 1983 gelöst werden konnten. Er wurde als Sohn des Häuslers, Webers und Tagearbeiters Johann Gottfried Weise in Schönbrunn bei Großhennersdorf, heute ein Ortsteil von Herrnhut, geboren. Im benachbarten Großhennersdorf besuchte Ernst Weise die Volksschule und wurde in der dortigen Kirche 1851 konfirmiert. Zu Ostern 1858 wurde er in das Proseminar und 1859 in das Schullehrerseminar in Bautzen aufgenommen, an dem er 1863 das Abitur erfolgreich ablegte. Zwischendurch war er vom 1. bis 12. Dezember als Vikar in Seifhennersdorf tätig.
Am 2. April 1863 erhielt er seine erste Anstellung als Hilfslehrer an der städtischen Schule in Kamenz. 1865 absolvierte er dort erfolgreich die Wahlfähigkeitsprüfung.
In Plauen im sächsischen Vogtland erhielt Ernst Weise am 22. Juni 1871 am Königlich Sächsischen Lehrerseminar eine dauerhafte Anstellung, zunächst als Oberlehrer, dann erster Lehrer, zuletzt als Professor. Plauen wurde dadurch zu seinem Lebensmittelpunkt. Schon zum Zeitpunkt der Gründung der Sächsischen geologischen Landesuntersuchung (Leipzig) im Jahre 1872 war deren Direktor Hermann Credner auf Weise aufmerksam geworden. In dessen Auftrag untersuchte Weise ab 1873 im Stadtgebiet von Plauen temporäre Aufschlüsse in Baugruben sowie entlang von Eisenbahnstrecken, deren Ergebnisse er nach Leipzig übermittelte. Mit Kartierungsarbeiten wurde er schließlich seit etwa 1875 betraut, die bis in die 1920er Jahre andauerten. Sein diesbezüglich letztes publiziertes Werk erschien 1929, es waren die Erläuterungen zur zweiten Auflage des Kartenblattes Adorf. Bei Erstkartierungen waren zahlreiche komplizierte Fragen bezüglich der Stratigraphie, Petrographie und Tektonik zu klären und mit anderen Geologen abzustimmen. Die Einarbeitung in diese Tätigkeit erhielt Ernst Weise durch Karl Theodor Liebe aus Thüringen. Sachsen war aufgrund seiner frühzeitig begonnenen und zielstrebig durchgeführten geologischen Kartierung das erste deutsche Land, dem ein vollständiges Werk dieser Art zur Verfügung stand.
Rückblickend wird er als bekannter Heimatgeologe des sächsischen Vogtlandes bezeichnet. Am 1. April 1910 schied er aus dem Lehrerseminar in Plauen aus und widmete sich bis zu seinem Tode weiterhin seinen geologischen Forschungen. Insbesondere war er besonders bei der geologischen Landesuntersuchung aktiv. Sechs Blätter der Geologischen Spezialkarte (1:25.000) stellte er als Erstbearbeiter zusammen, weitere sieben Blätter revidierte Ernst Weise. Bei der Revision der Karten wurde Weise durch seinen Schwiegersohn Alfred Uhlemann (1877–1957) unterstützt, der ebenfalls das Plauener Lehrerseminar besucht hatte.

## Ehrungen

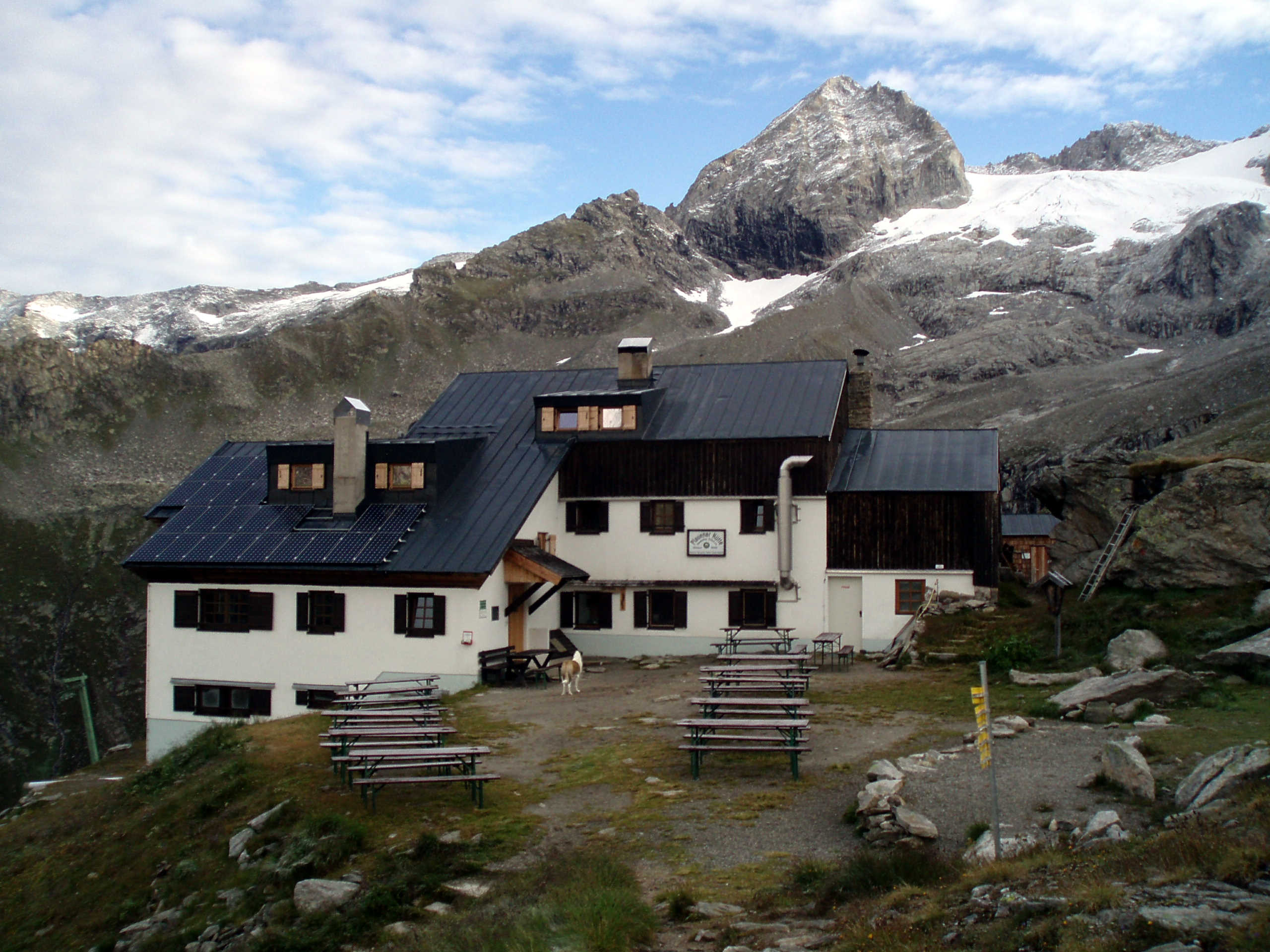
Noch im hohen Alter besuchte Ernst Weise die Plauener Hütte in Tirol

- Für hervorragende Verdienste auf dem Gebiet der geologischen Forschung in Thüringen wurde er 1928 vom Thüringischen Geologischen Verein zum Ehrenmitglied ernannt.[4]
- Ernst Weise war Gründungs- und Ehrenmitglied der Sektion Plauen des Deutschen Alpenvereins. Noch im Alter von 82 Jahren bestieg er den Großglockner. Seine besondere Vorliebe und Unterstützung galt der Plauener Hütte im Zillertal.[5]

## Werke
Geologische Spezialkarten (Jahresangabe) im Maßstab 1:25.000 mit jeweiligem Erläuterungsbericht.
- Blatt 127 Geyer-Ehrenfriedersdorf (1899, mit Ferdinand Schalch)
- Blatt 5437 Lössau (1909, zusammen mit Karl Theodor Liebe und Ernst Zimmermann)
- Blatt 5537 Gefell (1910, zusammen mit Ernst Zimmermann)
- Blatt 133 Plauen-Pausa (1902, zusammen mit Leo Siegert)
- Blatt 134 Treuen-Herlasgrün (1910, 2. Aufl.)
- Blatt 135 Auerbach-Lengenfeld (1912, 2. Aufl.)
- Blatt 136 Schneeberg-Schönheide (1897, 2. Aufl.)
- Blatt 142 Plauen-Oelsnitz (1886 1. Aufl., 1896 2. Aufl.)
- Blatt 143 Oelsnitz-Bergen (1888)
- Blatt 150 Bobenneukirchen-Gattendorf (1895)
- Blatt 151 Adorf (1929, 2. Aufl.)